# Amtsgericht Springe
Das Amtsgericht Springe ist eines von sechs Amtsgerichten im Bezirk des Landgerichts Hannover. Es hat seinen Sitz in Springe in Niedersachsen.

## Zuständigkeiten
Zuständig ist das Amtsgericht Springe für die Städte Springe und Pattensen. Ihm ist das Landgericht Hannover übergeordnet. Zuständiges Oberlandesgericht ist das Oberlandesgericht Celle.

## Geschichte
Nach der Revolution von 1848 wurde im Königreich Hannover die Rechtsprechung von der Verwaltung getrennt und die Patrimonialgerichtsbarkeit abgeschafft.
Das Amtsgericht wurde daraufhin mit der Verordnung vom 7. August 1852 die Bildung der Amtsgerichte und unteren Verwaltungsbehörden betreffend als königlich hannoversches Amtsgericht gegründet. 
Es umfasste die zum Amt Springe gehörenden Ortschaften Altenhagen, Alvesrode, Zum Cöllnischen Felde, Saupark, Völksen, Mittelrode, Bockerode, das Vorwerk Dahle und das einzelne Haus am Daberge.
Das Amtsgericht war dem Obergericht Hameln untergeordnet. Mit der Annexion Hannovers durch Preußen wurde es zu einem preußischen Amtsgericht in der Provinz Hannover.

## Gebäude

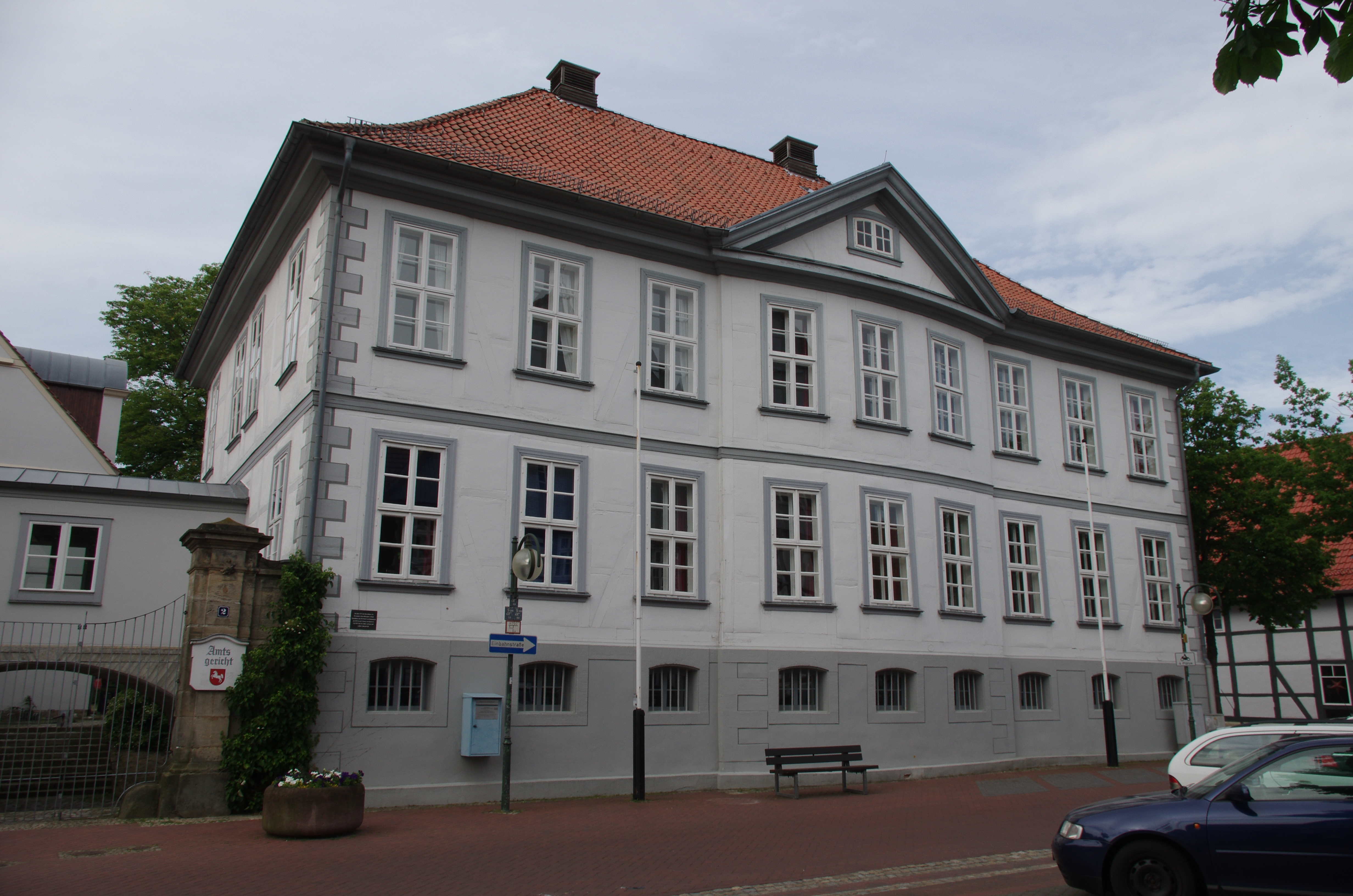
Amtsgerichtsgebäude in Springe

Das Amtsgericht befindet sich in der Straße Zum Oberntor im Stadtzentrum. Das Gebäude ist ein spätbarockes Herrenhaus aus dem Jahr 1775.